# Odrzechowa
Odrzechowa este o localitate din comuna Zarszyn, powiatul Sanok, voievodatul Subcarpatia, în sud-estul Poloniei. Se află la aproximativ 4 kilometri (2 mile) sud-vest de Zarszyn, 17 km (11 mile) vest de Sanok și 52 km (32 mile) sud de capitala regională Rzeszów.
Localitatea are o populație de 1.400 de locuitori.